# Geschütz-Vormeister

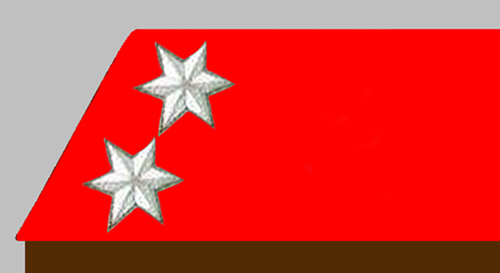
Paroli eines Geschütz-Vormeisters

In der Armee Österreich-Ungarns war Geschütz-Vormeister ein militärischer Dienstgrad in der Gruppe der Unteroffiziere.
Der Geschütz-Vormeister gehörte zur Artillerie und entsprach dem Dienstgrad Korporal (ungarisch Tizedes) bei der Infanterie und den anderen Waffengattungen (nicht jedoch bei den Jägern und Schützen – hier lautete der entsprechende Dienstgrad Unterjäger). Da das Personal der selbstständigen Maschinengewehr-Abteilungen ebenfalls zur Artillerie gehörte, wurden die Korporale hier als Gewehr-Vormeister bezeichnet. Als Dienstgradabzeichen trugen sie je zwei weiße Sterne aus Zelluloid auf einer farbigen, den Egalisierungsvorschriften entsprechenden Unterlage (Paroli). Das Abzeichen des Vormeisters war die Vormeisterschnur, eine rot gefärbte Schafwollschnur mit insgesamt sieben roten Wollballen.